# 필리프 크라스테프
필리프 야보로프 크라스테프(불가리아어: Филип Яворов Кръстев, 2001년 10월 15일 ~ )는 불가리아의 프로 축구 선수로, 벨기에 클럽 로멀에서 임대되어 네덜란드 클럽 PEC 즈볼러와 불가리아 국가대표팀에서 미드필더로 활약하고 있다.

## 구단 경력

### 슬라비아 소피아
크라스테프는 2010년 슬라비아 소피아의 유소년 아카데미에 합류했다. 그는 2018년 5월 13일, 로코모티프 플로브디프와의 홈 경기에서 갈린 이바노프를 대신해 3-0으로 패한 경기에서 16세 210일의 나이로 1군 데뷔 전을 치렀다. 크라스테프는 2020년 2월 24일, 두나프 루세를 상대로 슬라비아의 3-1 승리를 이끌며 첫 성인 골을 넣었다. 일주일 후, 그는 레프스키 소피아와의 원정 경기에서 이바일로 디미트로프에게 어시스트를 제공하며 2-1 승리를 이끌었다.

### 로멀
2020년 6월 18일, 슬라비아는 크라스테프가 다음 주에 프리미어리그 클럽 맨체스터 시티와 계약할 것이라고 발표했다. 그러나 2020년 6월 28일, 크라스테프는 시티 풋볼 그룹의 일원인 챌린저 프로 리그 클럽 로멀과 계약을 맺었고, 그는 곧바로 2020년 말까지 슬라비아로 다시 임대되었다.

#### 임대
2021년 1월 28일, 크라스테프는 18개월 임대 계약으로 또 다른 시티 풋볼 그룹 팀인 트루아에 합류했다. 2021년 8월 27일, 트루아와의 임대 계약이 단축되어 에레디비시 클럽 캄뷔르에 한 시즌 임대 계약으로 합류할 수 있게 되었다.
2022년 1월 27일, 크라스테프는 불가리아로 돌아와 레프스키 소피아와 6개월 임대 계약을 체결했다. 2022년 6월 28일, 그의 임대 계약은 1년 더 연장되었다.
2023년 7월 26일, 크라스테프는 2024년 6월 30일까지 임대되어 메이저 리그 사커 클럽 로스앤젤레스 FC에 합류했으며, 영구 이적 옵션이 있었다. 그는 8월 8일, 레알 솔트레이크와의 리그스컵 경기에서 76분에 교체 선수로 출전해 84분에 데뷔 골을 넣으며 4-0 승리를 이끌었다.
2024년 1월, LAFC와의 임대 계약이 조기 종료되었다. 그는 1월 26일, 유럽으로 돌아와 PEC 즈볼러와 임대 계약을 체결했다. 2024년 7월에는 PEC 즈볼러와 임대 계약을 다시 체결했다.

## 국가대표팀 경력
2020년 8월, 그는 9월에 UEFA 네이션스리그에서 불가리아 국가대표팀에 처음으로 소집되었으며, 9월 6일, 웨일스와의 원정 경기에서 후반 막판 토도르 네델레프와 교체되어 1-0으로 패한 경기에서 첫 출전을 기록했다. 2024년 9월 5일, 그는 벨라루스와의 UEFA 네이션스리그 경기에서 0:0으로 비긴 원정 경기에서 전반전에 좋은 활약을 펼쳤지만, 휴식 후 두 번째 옐로카드를 받아 퇴장당했다.